# The Mainspring (film 1917)
The Mainspring è un film muto del 1917 diretto da Henry King. La sceneggiatura di Frances Guihan si basa sull'omonima storia di Louis Joseph Vance pubblicata su Popular Magazine nell'aprile 1905.

## Trama
Dopo la morte del padre, un banchiere che si è suicidato per avere speculato con i fondi fiduciari perdendoli in borsa, Ned Gillett - in cerca di riscatto e per rifarsi una reputazione - rompe con la fidanzata Frances Hardor, lascia la città e parte per il West, dove vuole lasciarsi tutto dietro alle spalle. Girando il paese, conosce un vecchio minatore, J. J. O'Rourke, di cui diventa amico. I due scampano per un soffio alla morte quando Bellows Jones, il bullo locale, attenta alla loro vita per impossessarsi della Mainspring, la miniera di O'Rourke. Ned cerca di registrare la vecchia miniera in città prima di Jones ma scopre che il furfante l'ha già venduta fraudolentemente a Bellamy, il fratello di Frances. Ned gli impone di restituire il denaro, ma Frances rifiuta comunque di parlargli. Bellamy, invece, appoggia apertamente Ned e lo sostiene nelle sue operazioni che vanno tutte a buon fine. Jones, però, incita i minatori a dare fuoco alla Mainspring. Ned riesce a salvare Frances e Bellamy, sconfiggendo Jones. Ottiene così sia la miniera che la ragazza.

## Produzione
Il film fu prodotto dalla Balboa Amusement Producing Company (con il nome Falcon Features). Il film fu il primo prodotto dalla Falcon Features con una serie di pellicole in quattro rulli basati su storie apparse sulle pubblicazioni Street & Smith. The Mainspring doveva fare parte della serie Fortune Photoplay degli Horkheimer, che però si sciolse nel 1917

## Distribuzione
Il copyright del film, richiesto dalla General, fu registrato il 17 agosto 1917 con il numero LP11261. Lo stesso giorno, distribuito dalla General Film Company, il film uscì nelle sale statunitensi.
Non si conoscono copie ancora esistenti della pellicola che viene considerata presumibilmente perduta.